# Randy Shelly

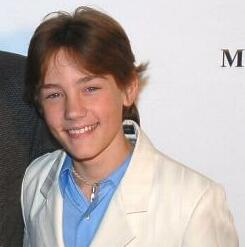
Randy Shelly (2007)

Randy Shelly (* 27. Juli 1994 in Dallas, Texas) ist ein US-amerikanischer Schauspieler und ehemaliger Kinderdarsteller sowie Model.

## Leben
Shelly wurde am 27. Juli 1994 in Dallas geboren, wo er gemeinsam mit einer älteren Schwester aufwuchs. Im Alter von sieben Jahren erhielt er erste Modelaufträge. 2004 unterschrieb er einen Vertrag bei der Abrams Artists Agency. Er lernte Schauspiel am Hartt & Soul Studio in Dallas, an dem er unter anderen von Cathryn Hartt, Schwester von Morgan Fairchild, unterrichtet wurde. Als Theaterdarsteller wirkte er unter anderen im Stück A Play by Joshua Feinberg im Stella Adler-LA und in The Leaning Tree am Lee Strasberg Theatre mit.
Erste Rollenbesetzungen erhielt Shelly in den Kurzfilmen Gray Matter (2006) und The Don of Virgil Jr. High (2007) sowie eine Statistenrolle als Junge im Blockbuster Die Legende von Beowulf. Für seine Rolle des Marc im Film Kid Racer aus dem Jahr 2010 wurde er 2011 mit dem Young Artist Award in der Kategorie „Bester Schauspieler in einem DVD-Film“ nominiert. 2012 wirkte er in einer Episode der Fernsehserie Schatten der Leidenschaft mit. 2015 spielte er die Rolle des Kenneth im Fernsehfilm Gefährliche Leidenschaft – Wuthering High. Danach folgten Besetzungen 2015 im Kurzfilm Dust und 2016 im Kurzfilm Not Your Average Joe. Zuletzt war er 2019 im Spielfilm The Last Conjuring – Im Bann des Satans in der männlichen Hauptrolle des Stephen Tade zu sehen.

## Filmografie (Auswahl)
- 2006: Gray Matter (Kurzfilm)
- 2007: The Don of Virgil Jr. High (Kurzfilm)
- 2007: Die Legende von Beowulf (Beowulf, Animationsfilm)
- 2008: A Gothic Tale
- 2009: Human Prey (Fernsehserie, Episode 1x03)
- 2009: All Ages Night
- 2010: Kid Racer
- 2010: For the Birds (Kurzfilm)
- 2011: Oliver’s Ghost (Fernsehfilm)
- 2012: Schatten der Leidenschaft (The Young and the Restless, Fernsehserie, Episode 1x9889)
- 2015: Gefährliche Leidenschaft – Wuthering High (Wuthering High, Fernsehfilm)
- 2015: Dust (Kurzfilm)
- 2016: Not Your Average Joe (Kurzfilm)
- 2019: The Last Conjuring – Im Bann des Satans (Gates of Darkness)

## Theater (Auswahl)
- A Play by Joshua Feinberg, Regie: David Shine, Stella Adler-LA
- The Leaning Tree, Regie: Michael Ferniany, Lee Strasberg Theatre